# Autoritatea Națională de Reglementare pentru Serviciile Comunitare de Utilități Publice
Autoritatea Națională de Reglementare pentru Serviciile Comunitare de Utilități Publice (ANRSC) este o instituție publică de interes național din România, înființată în anul 2002,
aflată în subordinea Ministerului Dezvoltării Regionale și Administrației Publice, care are ca scop reglementarea și monitorizarea, la nivel central, a activităților din domeniul serviciilor comunitare de utilități publice aflate în atribuțiile sale.
Instituția se finanțează de la bugetul de stat prin bugetul Ministerului Dezvoltării Regionale și Administrației Publice.
ANRSC este autoritatea de reglementare competentă pentru următoarele servicii de utilități:
- alimentarea cu apă;
- canalizarea si epurarea apelor uzate;
- colectarea, canalizarea și evacuarea apelor pluviale;
- producerea, transportul, distribuția și furnizarea de energie termică în sistem centralizat, cu excepția activității de producere a energiei termice în cogenerare;
- salubrizarea localităților;
- iluminatul public;
- administrarea domeniului public și privat al unităților administrativ-teritoriale;
- transport public local, conform competențelor acordate prin legea specială.

De asemenea, prețul pentru energia termică furnizată populației prin sisteme de alimentare centralizată (preț național de referință) este realizat de ANRSC, conform legii energiei termice (legea nr.325 din 14 iulie 2006).

## Președinții ANRSC
- Ioan Radu (2002-2005)
- Jeanina Preda (PD): 2005 -  2007
- Marian Bîgiu (PNL): mai 2007 - 2008
- Stelian Borzea (PSD): 2009
- Eduard Nicușor Manea (PD): 2009-2010
- Mircea Matei Leontin (PD): 2010 - 23 mai 2012[6]
- Doru Ciocan (PSD): 23 mai 2012 - 27 martie 2017 [7][8]
- Bogdan Alexa (PSD): 27 Martie  2017 - prezent